# Aleuronudus melzeri
Aleuronudus melzeri là một loài côn trùng cánh nửa trong họ Aleyrodidae, phân họ Aleurodicinae.
Aleuronudus melzeri được Bondar miêu tả khoa học đầu tiên năm 1928.